# Тишоминго (окръг, Мисисипи)
Окръг Тишоминго (на английски: Tishomingo County) е окръг в щата Мисисипи, Съединени американски щати. Площта му е 1153 km², а населението - 19 163 души (2000). Административен център е град Аюка.